# Antonio Rocha da Torre
Prof. Dr. Antonio Rocha da Torre  (1904 - 1995) fue un botánico, taxónomo, y profesor portugués.
Realizó expediciones botánicas a Mozambique, y al propio Portugal; llevando a cabo más de cuatro décadas, individualmente y en colaboración, la recolección de más de 18.000 ejemplares botánicos. Sus contribuciones fueron esenciales para el inventario de especies de plantas, la caracterización de los tipos de vegetación y el progreso del conocimiento taxonómico de la flora Mozambique.

## Algunas publicaciones
- Antonio r. Torre, A.E. Gonçalves. 1976. Cassipourea fanshawei, sp. nov. (Rhizophoraceae). Garcia de Orta, Sér. Bot. 3 (1): 49

- Susana Saraiva, et al.. 2012. António Rocha da Torre e a Flora de Moçambique. ATAS DO CONGRESSO INTERNACIONAL SABER TROPICAL EM MOÇAMBIQUE: HISTÓRIA, MEMÓRIA E CIÊNCIA - IICT – JBT/Jardim Botânico Tropical. Lisboa, 24-26 outubro de 2012

### Capítulos de libros
- A.E. Gonçalves, Antonio r. Torre. 1979. Flora de Moçambique. 67. Rhizophoraceae. Junta de Investig. Científicas do Ultramar, Lisboa. 24 pp.

- Antonio r. Torre, A.E. Gonçalves. 1978. Rhizophoraceae. En: E. Launert, Flora Zambesiaca 4, 81-99, 5 est. Royal Botanic Gardens, Kew

## Honores

### Epónimos
Especies (10 + 6 registros)
- (Asteraceae) Crassocephalum torreanum Lisowski[4]
- (Solanaceae) Solanum torreanum A.E.Gonç.[5]
- La abreviatura «Torre» se emplea para indicar a Antonio Rocha da Torre como autoridad en la descripción y clasificación científica de los vegetales.[6]